# Kolenzaknevel
De Kolenzaknevel is een absorptienevel aan de zuidelijke hemel in de sterrenbeelden Zuiderkruis, Centaur en Vlieg. Dergelijke nevels bestaan uit interstellaire materie, dat wil zeggen materie in de ruimte tussen de sterren. Het is voornamelijk waterstof gemengd met stof. Deze wolken vertonen zich aan onze ogen als donkere wolken, soms bolvormig, doordat het stof het licht van daarachter gelegen sterren verzwakt.
De afstand van de Kolenzaknevel is 600 lichtjaar, en de grootte aan de hemel is 5° x 7°, ofwel 52 x 73 lichtjaar. In tegenstelling tot andere gebieden, zoals het Taurus/Auriga complex zijn er in de Kolenzaknevel geen indicaties van stervorming gevonden. 

## Ontdekking
De eerste vermelding van de Kolenzaknevel van Vicente Yáñez Pinzón dateert uit 1499.